# Forças Armadas da Tchéquia
As Forças Armadas Tchecas/Checas, ou Forças Armadas da Tchéquia/Chéquia (em checo: Armáda České republiky) é a instituição militar responsável pela defesa da Tchéquia. É constituída pelas forças terrestres e aéreas e unidades de apoio especializadas. Depois de aderir à OTAN em 12 de março de 1999, a Tchéquia é a conclusão de uma grande revisão das extensas forças armadas da Tchecoslováquia (que contava com cerca de 200.000 pessoas), que até 1989 formou um dos pilares da aliança militar do Pacto de Varsóvia.
Atualmente conta com 21 000 soldados profissionais em suas fileiras.

## Galeria

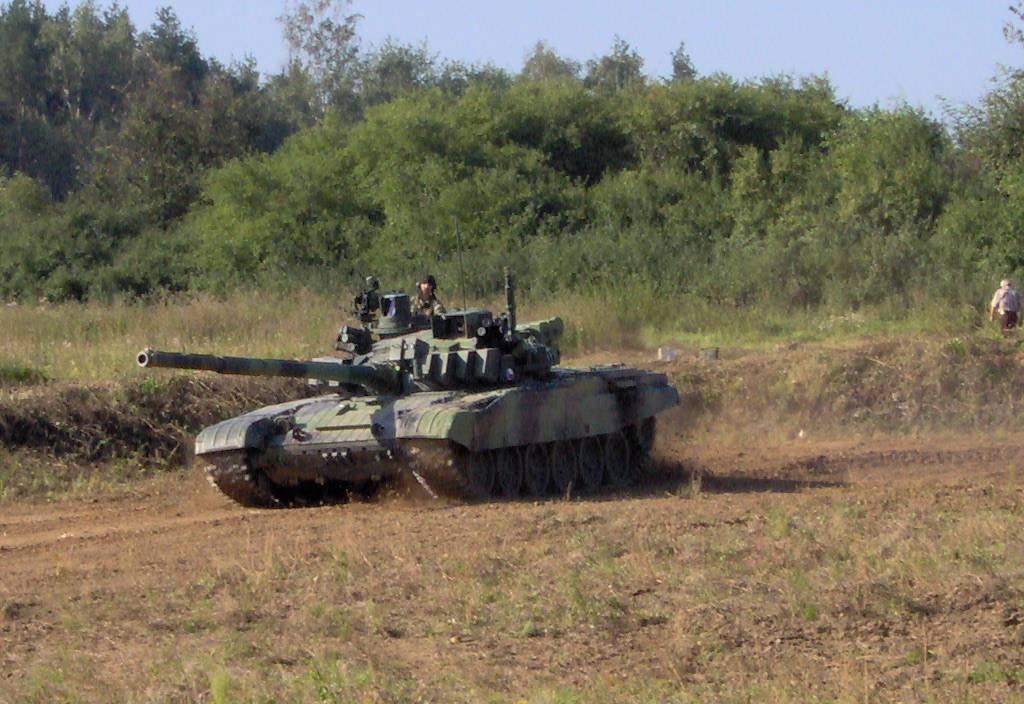
Um tanque T-72M4 CZ tcheco.
Um soldado tcheco.
Soldados tchecos.
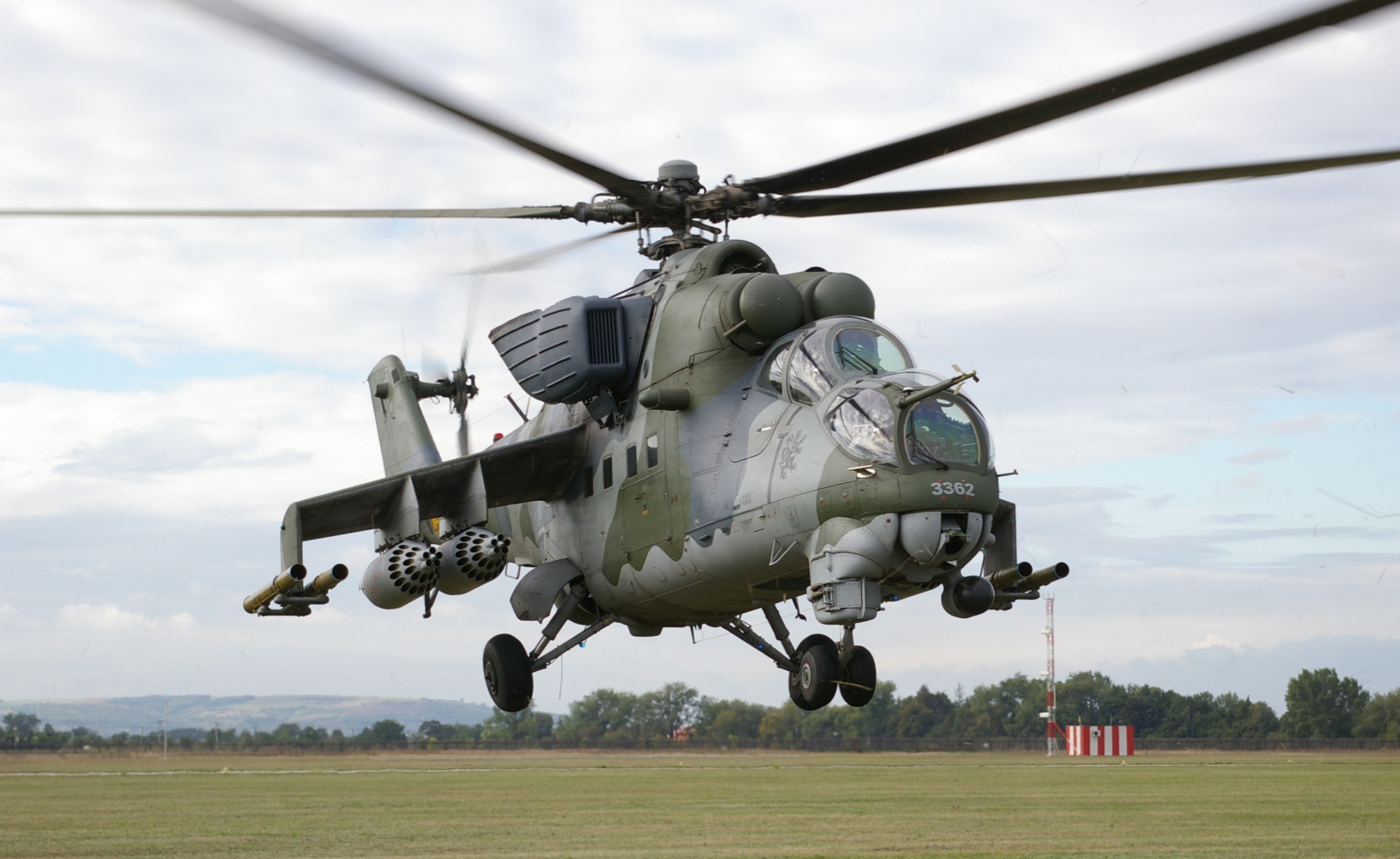
Um Mi-24 da Força Aérea da Tchéquia.
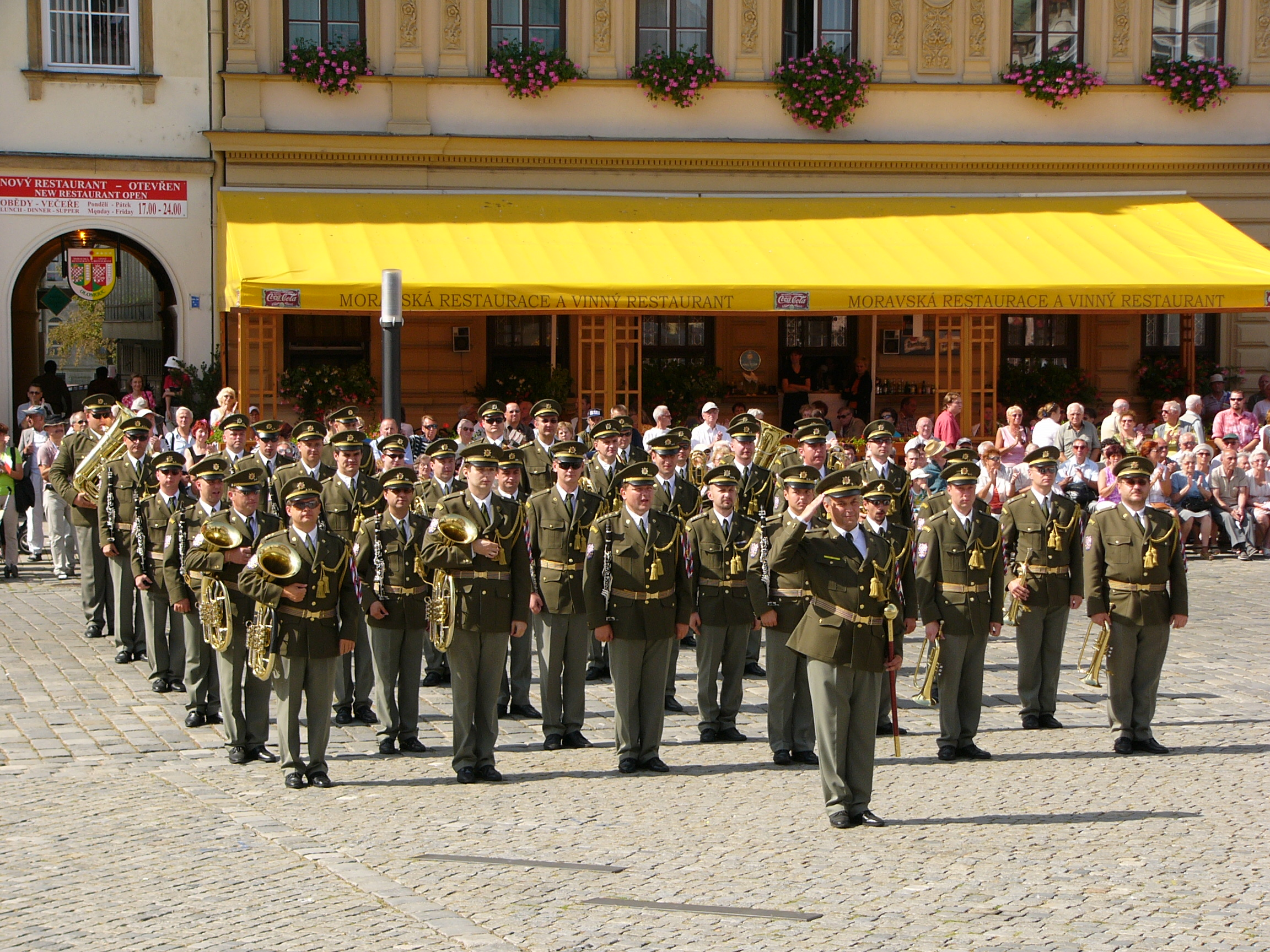
Militares tchecos com uniforme cerimonial.
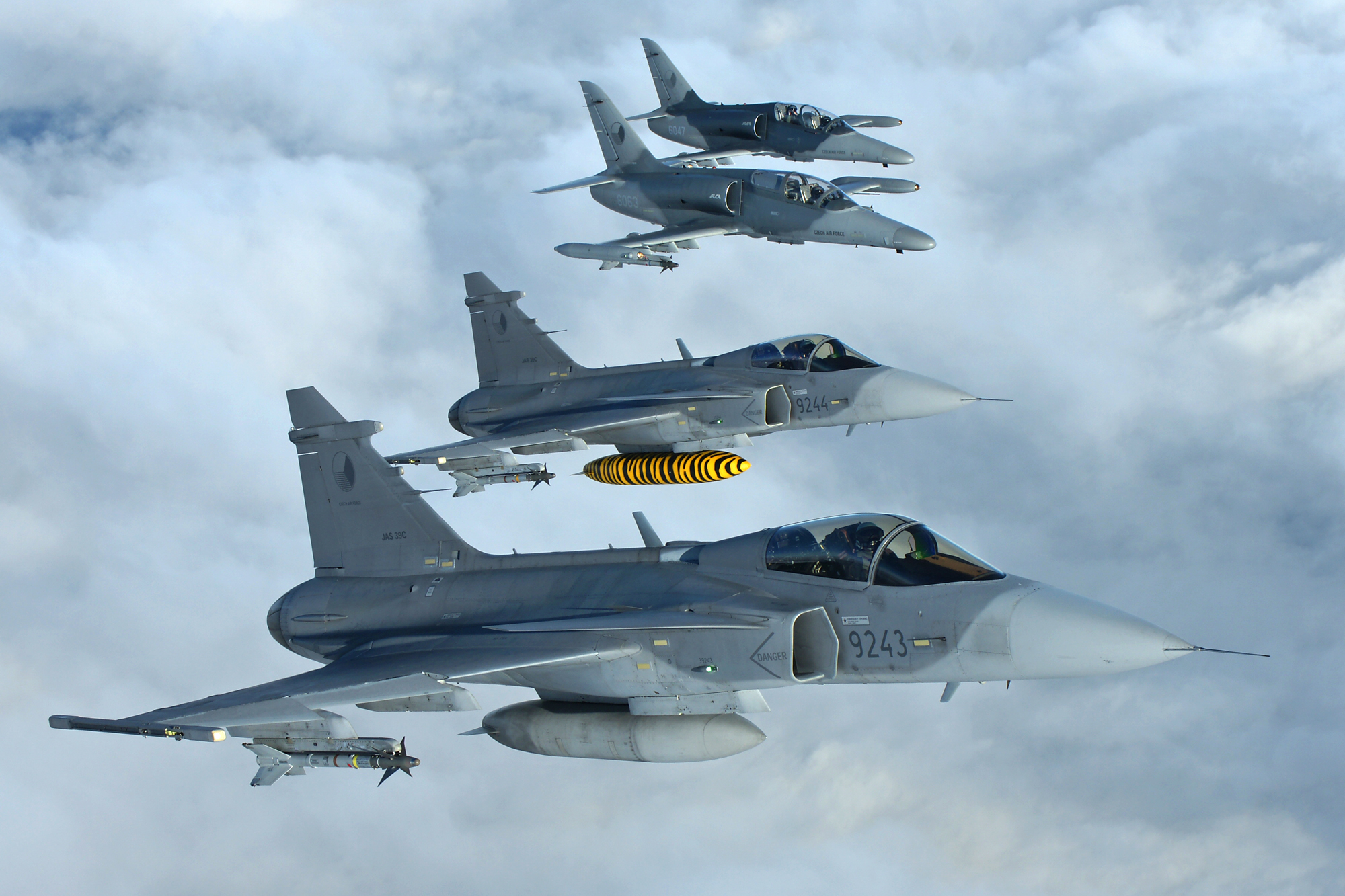
Dois caças Saab Gripen e dois L-159 tchecos.
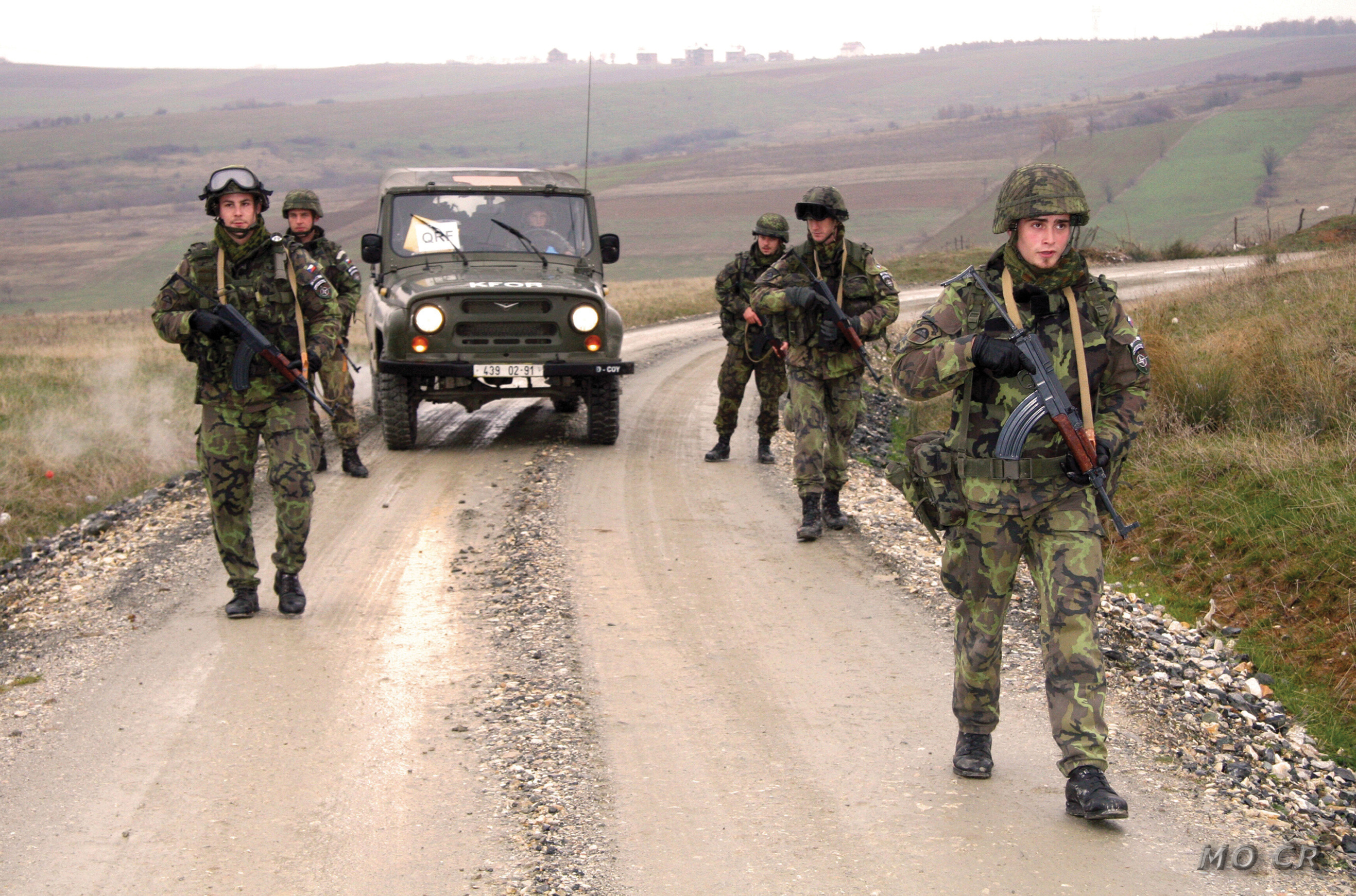
Soldados tchecos em missão de patrulha.
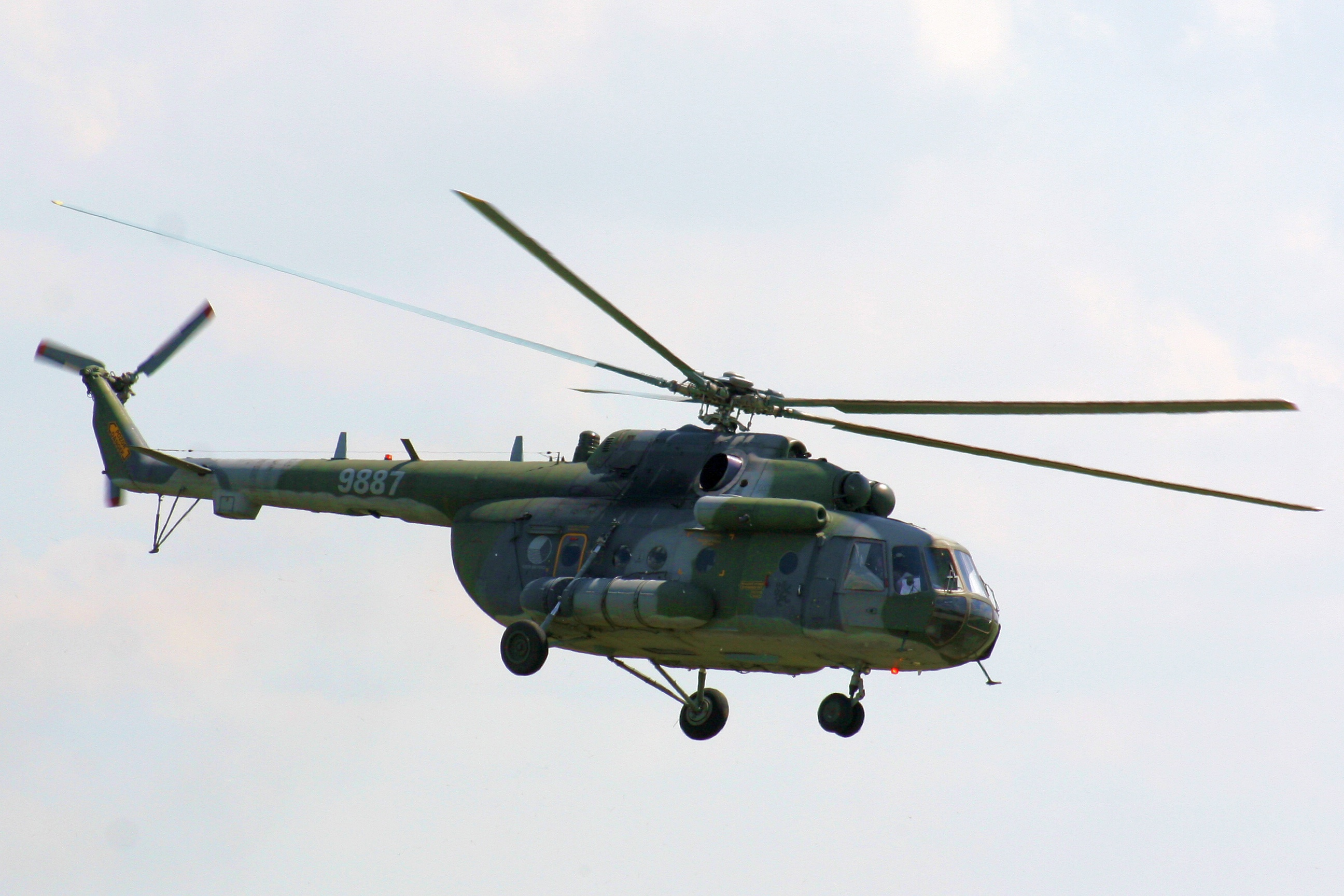
Um Mil Mi-171Sh tcheco.
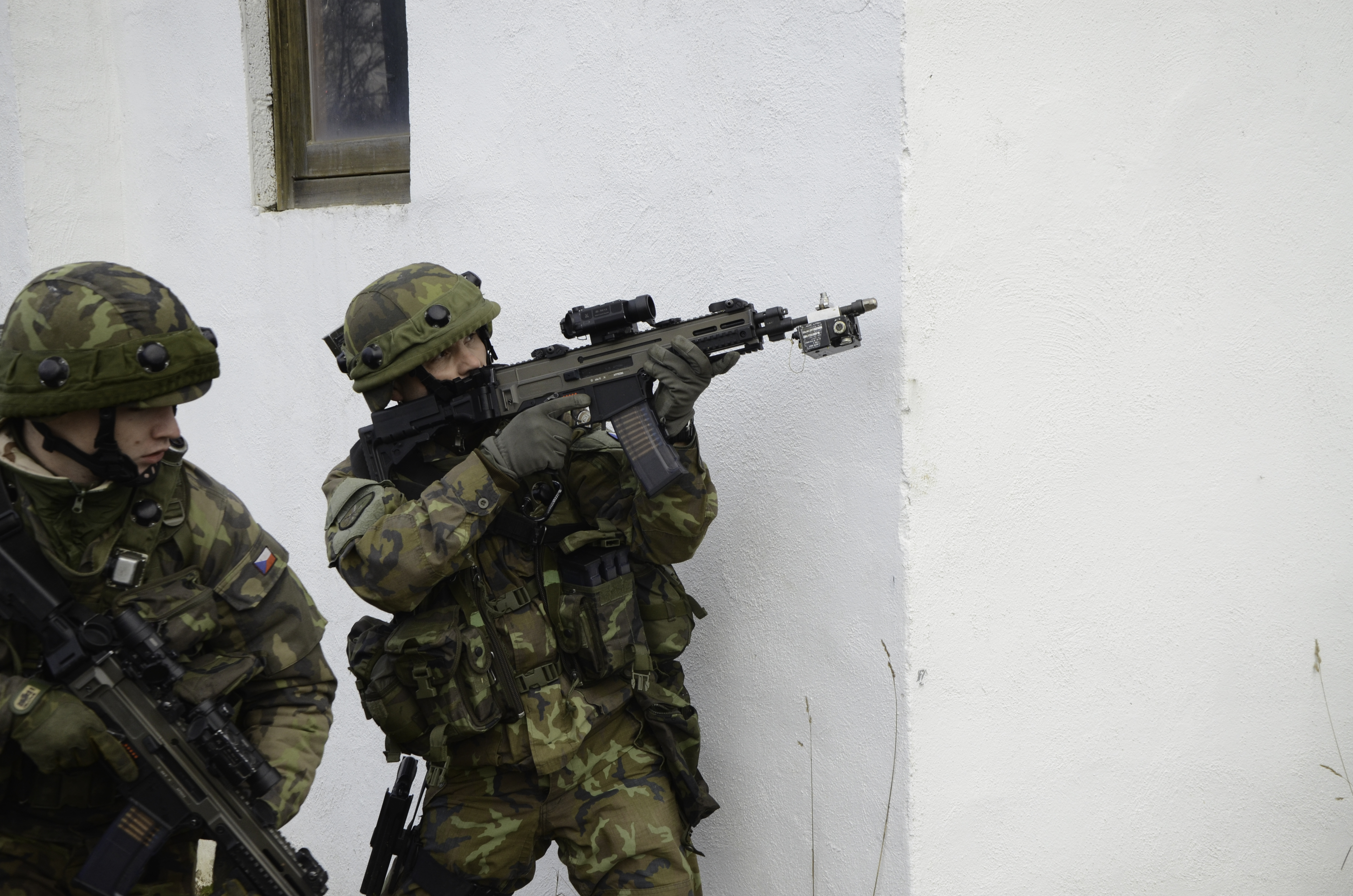
Soldados da Tchéquia em ação.
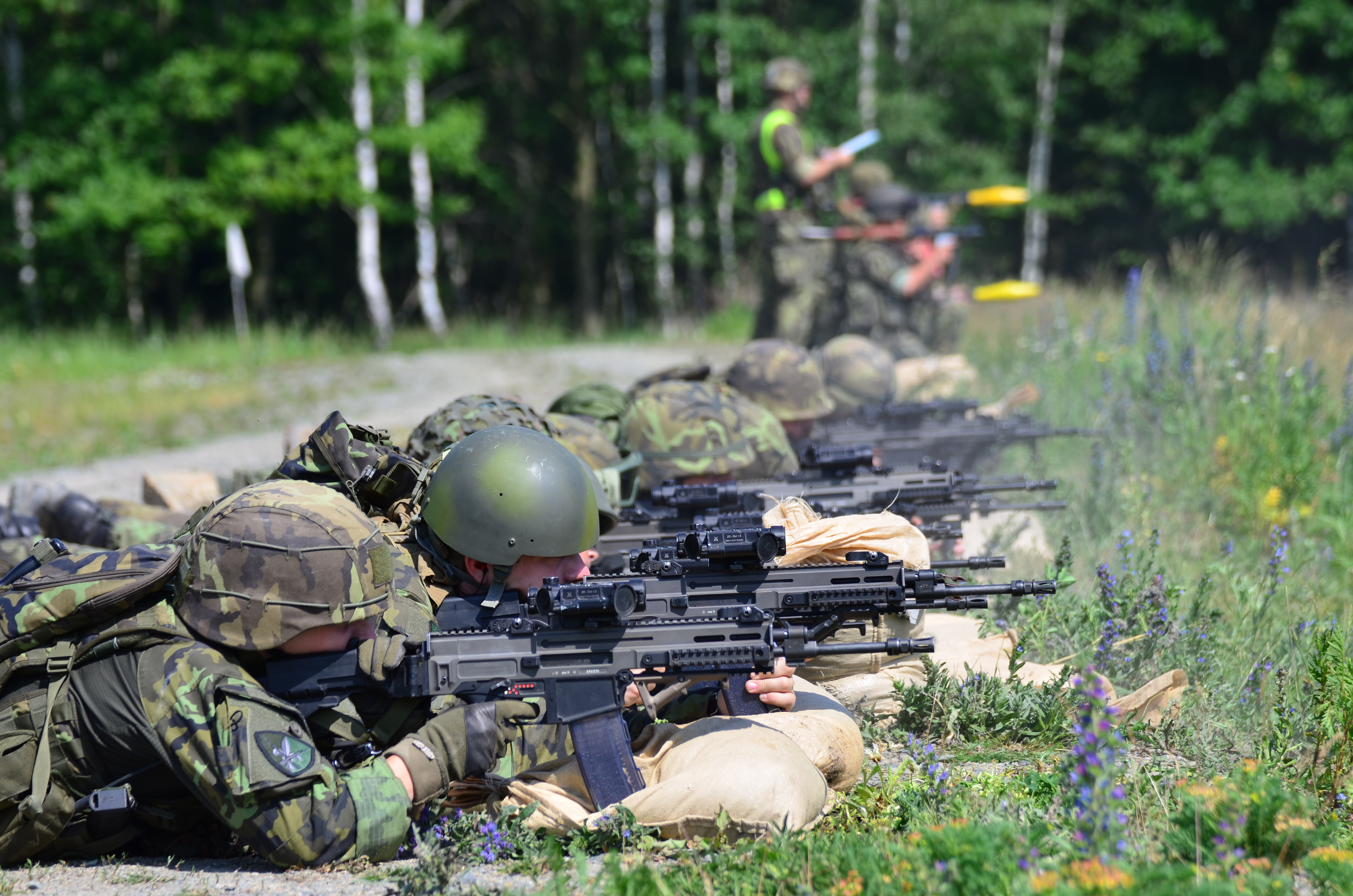
Soldados tchecos com seus fuzis CZ 805 BREN.
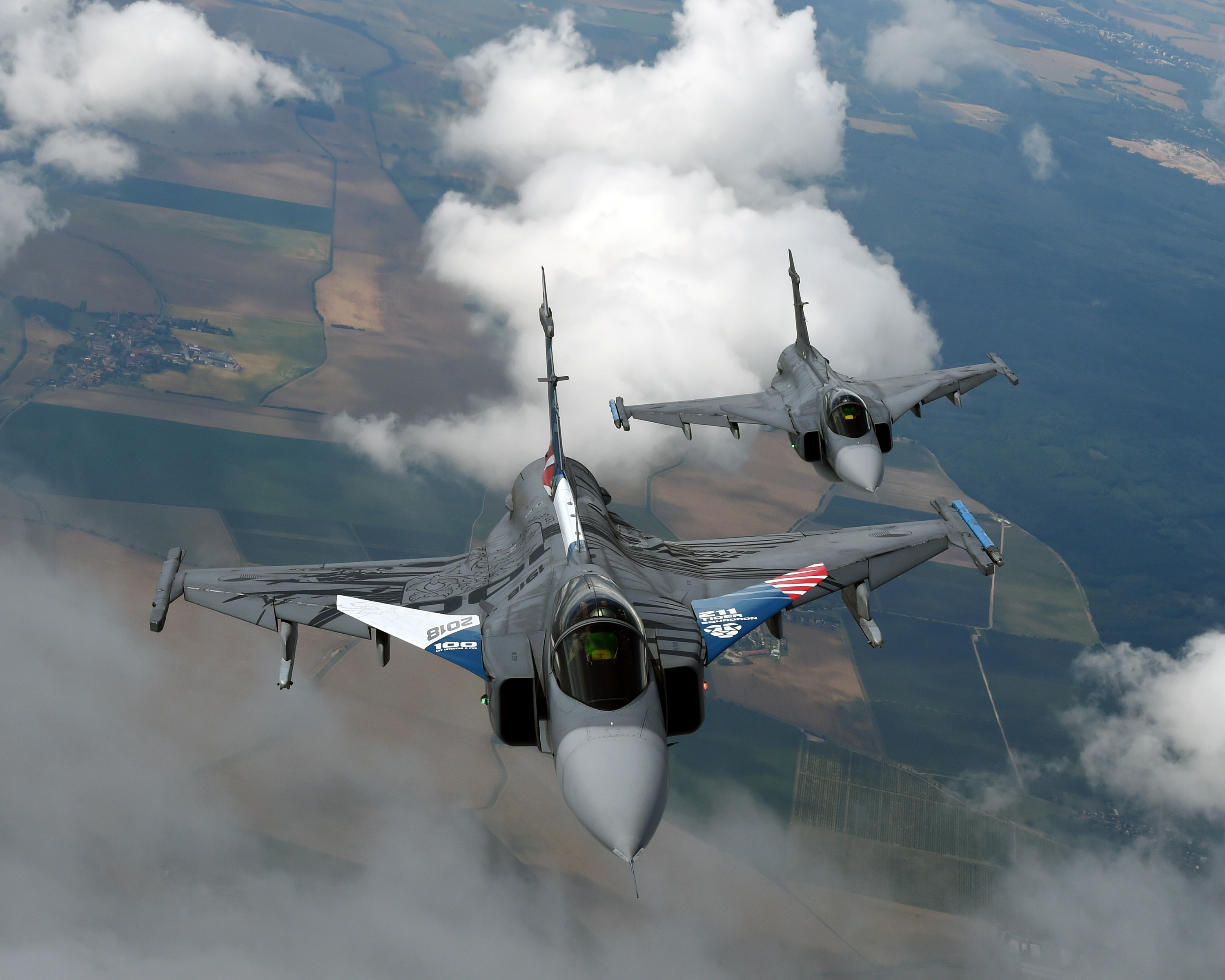
JAS-39 Gripens da Tchéquia.
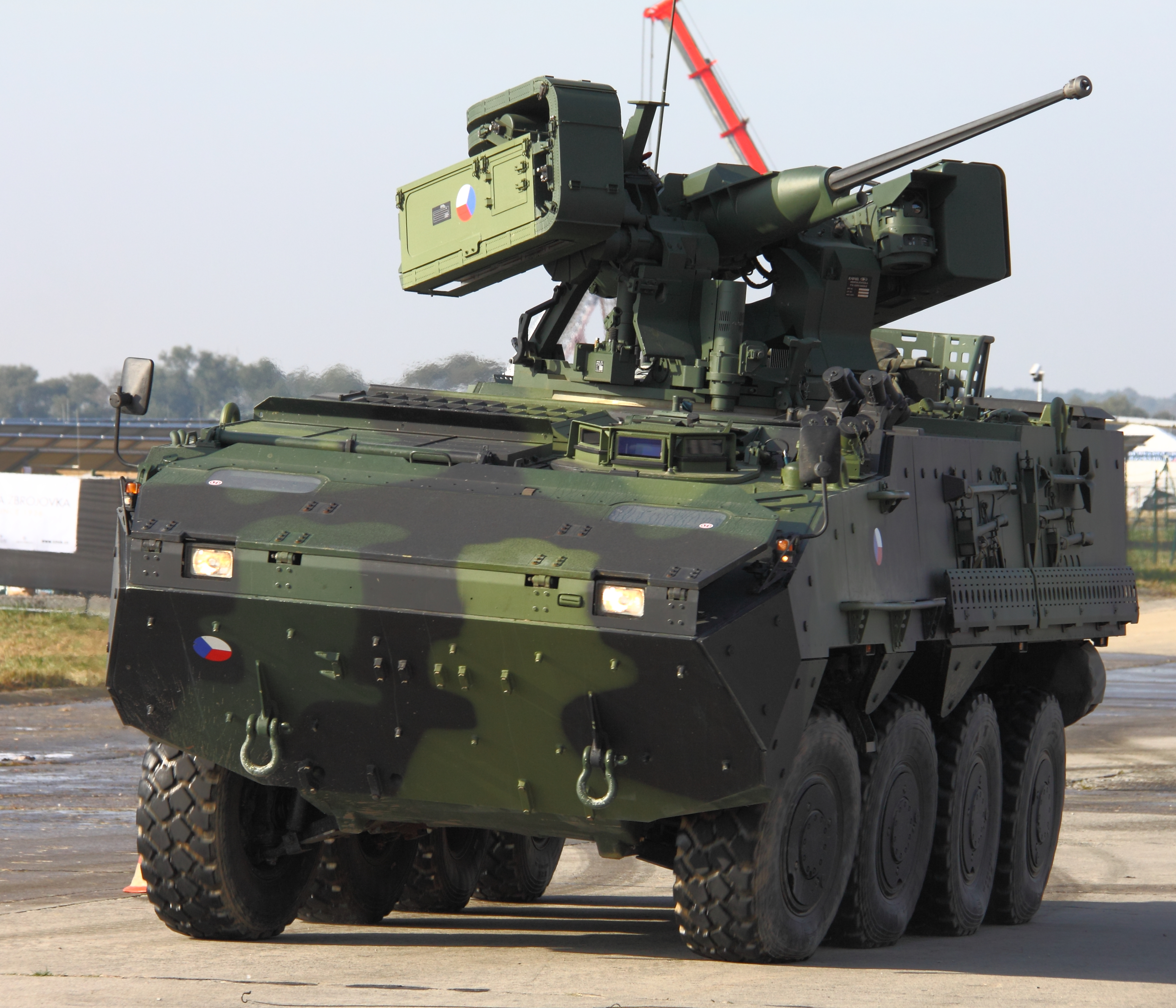
Um blindado Pandur II, fabricado pela Steyr-Daimler-Puch.